# Clerodendrum apayaoense
Clerodendrum apayaoense là một loài thực vật có hoa trong họ Hoa môi. Loài này được Quisumb. mô tả khoa học đầu tiên năm 1930.